# Burguesa
Burguesa és un edifici de Sant Bartomeu del Grau (Osona) inclòs a l'Inventari del Patrimoni Arquitectònic de Catalunya.

## Descripció
Es tracta d'un edifici de dues plantes i golfes, de planta rectangular i teulat a doble vessant formada per tres naus, la central més alta que les dues laterals. Els murs són fets de pedra però actualment es troben arrebossats. La porta i una de les finestres de la façana tenen llinda de pedra. Sobre la llinda de la porta hi ha una placa on es llegeix: FRANCESCH CASABURGE.